# Lovisa Mathilda Nettelbladt
Lovisa Mathilda Nettelbladt, född 1814 i Stockholm, död 1867 i Stockholm, var en svensk författare, reseskildrare och amerikaresenär. Hon skrev under pseudonymen m-n.

## Biografi
Lovisa Mathilda Nettelbladt var dotter till Carolina Elisabet Charlotta Lochner och grosshandlaren och redaren Fredrik Nettelbladt. Hon växte upp i Stockholm i ett välbärgat hem. Tidvis stod hon mantalsskriven hos sin farbror grosshandlaren C F Nettelbladt. Efter faderns konkurs 1838 kom hon att leva i förhållandevis små ekonomiska omständigheter. Hon gifte sig aldrig.
År 1842 publicerade Lovisa Mathilda Nettelbladt brevromanen Mathildas bekännelser eller Petreas första roman. Romanen, som handlar om en ung flickas väg från romantiska idéer och drömmar om att publicera en roman till ett lyckligt äktenskap, översattes till tyska 1848.
År 1850, samma år som hennes far dog, reste Lovisa Mathilda Nettelbladt till Amerika tillsammans med vännen Hedvig Eleonora Hammarskjöld. Lovisa Mathilda Nettelbladt stannade sex år i Amerika. Huvudsakligen vistades hon på olika orter i North och South Carolina. Bland annat bodde hon en tid hos Emelie Holmberg i Charleston. Under sina resor rörde hon sig mest i de högre samhällsskikten och försörjde sig genom att undervisa i brodyr och konsten att göra blommor och dekorationer av vax och fjädrar. Reseberättelsen En svenska i Amerika. Erfarenhet och hugkomst ifrån sex år i de Förenta Staterna publicerades 1860 och skildrar, som titeln anger, hennes reseupplevelser i retrospektiv. Framställningen består av daterade sammanfattningar av vad hon upplevt på de platser hon besökt. Framför allt skildrar hon sina intryck av människor och familjer som hon mött under sina vistelser i olika städer. I reseberättelsens inledande del framkommer de hårda förhållanden som många skandinaviska immigranter levde under. Ett genomgående tema är den amerikanska gästfriheten och den, i Lovisa Mathilda Nettelbladts tycke, amerikanska kvinnans privilegierade ställning. Bland annat ifrågasätter hon om ensamstående och självförsörjande kvinnor i hennes egen kategori – ”guvernanter och bonnes” – i Sverige skulle ha tagits emot med samma välvilja som hon genomgående mötts av under sina resor.
Slaveriet är också ett återkommande ämne i reseberättelsen. Lovisa Mathilda Nettelbladts förhållningssätt till det framstår ibland som ambivalent. Hon säger sig uttryckligen ta avstånd från alla former av slaveri och berättar också om sin förfäran inför en husmors misshandel av sina slavar. Samtidigt framhåller hon att hon i hög grad ser glada och nöjda slavar som behandlas väl av sina husbönder och i en lite längre diskussion jämför hon detta fördelaktigt med de villkor som många svenska fattiga och egendomslösa lever under.
Lovisa Mathilda Nettelbladt är ett exempel på en tidig svensk kvinnlig amerikaresenär och hennes reseberättelse tillhör de första publicerade som skrivits av svenska kvinnliga resenärer.